# Comuna Zakutînți, Berdîciv
Zakutînți (în ucraineană Закутинецька сільська рада) este o comună în raionul Berdîciv, regiunea Jîtomîr, Ucraina, formată din satele Mali Hadomți, Sînhaiivka și Zakutînți (reședința).

## Demografie
Componența lingvistică a satului Zakutînți
     Ucraineană (99,15%)
     Alte limbi (0,71%)
Conform recensământului din 2001, majoritatea populației satului Zakutînți era vorbitoare de ucraineană (99,15%), existând în minoritate și vorbitori de alte limbi.